# 11766 Fredseares
11766 Fredseares è un asteroide della fascia principale. Scoperto nel 1960, presenta un'orbita caratterizzata da un semiasse maggiore pari a 3,1428141 UA e da un'eccentricità di 0,1557337, inclinata di 4,92025° rispetto all'eclittica.
È dedicato a Frederick H. Seares, astronomo americano.